# Dzmitryj Łapkies
Dzmitryj Majsiejewicz Łapkies (biał. Дзмітрый Майсеевіч Лапкес; ur. 4 czerwca 1976 w Mińsku) – białoruski szablista, srebrny medalista mistrzostw świata.
Podczas mistrzostw świata w Katanii w 2011 roku Białorusini w składzie: Dzmitryj Łapkies, Alaksandr Bujkiewicz, Waleryj Pryjomka i Alaksiej Lichaczeuski zdobyli drużynowo srebrny medal. Był też między innymi czwarty drużynowo na mistrzostwach świata w Paryżu w 2010 roku i piąty indywidualnie na mistrzostwach świata w Lipsku w 2005 roku i mistrzostwach świata w Turynie w 2006 roku.
Wystartował na igrzyskach olimpijskich w Sydney w 2000 roku, gdzie indywidualnie był piętnasty. Następnie był czwarty w turnieju indywidualnym na igrzyskach olimpijskich w Atenach w 2004 roku. Walkę o brązowy medal przegrał z Ukraińcem Władysławem Tretiakiem 11:15. Na rozgrywanych cztery lata później igrzyskach olimpijskich w Pekinie był piąty drużynowo, a indywidualnie zajął 24. miejsce. Brał też udział w igrzyskach olimpijskich w Londynie w 2012 roku, gdzie indywidualnie odpadł w trzeciej rundzie, a drużynowo był siódmy.
Ponadto zdobył drużynowo srebrne medale na mistrzostwach Europy w Funchal (2000) i mistrzostwach Europy w Gandawie (2007) oraz brązowy na mistrzostwach Europy w Kijowie (2008).